# Charles Cavendish, I barone Chesham
Charles Compton Cavendish, I barone Chesham (28 agosto 1793 – Londra, 12 novembre 1863) è stato un politico inglese.

## Biografia
Cavendish era il quarto figlio di George Cavendish, I conte di Burlington, terzo figlio dell'ex primo ministro William Cavendish, IV duca di Devonshire e di Lady Charlotte Boyle, figlia dell'architetto Richard Boyle, III conte di Burlington. Sua madre era Lady Elizabeth Compton, figlia di Charles Compton, VII conte di Northampton.

## Carriera
Nel 1814, all'età di 21 anni, Cavendish fu eletto membro del Parlamento per Aylesbury, un seggio che tenne fino al 1818, e in seguito si sedette per Newtown (1821-1830), Yarmouth (Isola di Wight) (1831-1832), East Sussex (1832-1841), Youghal (1841-1847) e per il Buckinghamshire (1847-1857). Nel 1858 fu elevato alla nobiltà come Barone Chesham, di Chesham nella contea di Buckingham.

## Matrimonio
Sposò, il 16 giugno 1814, Lady Catherine Gordon (22 dicembre 1792-14 dicembre 1866), figlia di George Gordon, IX marchese di Huntly. Ebbero tre figli:
- William Cavendish, II barone Chesham (29 ottobre 1815-26 giugno 1882);
- Susan Sophia Cavendish (1 marzo 1817-13 agosto 1896), sposò Thomas Trevor, XXII Lord Dacre, non ebbero figli;
- Harriett Elizabeth Cavendish (?-26 giugno 1892), sposò George Byng, II conte di Strafford, ebbero sette figli.

## Morte
Morì il 12 novembre 1863 a Londra.

## Ascendenza
|                                           |                 |                                         | Genitori                               |  |  | Nonni |  |  | Bisnonni                                  |  |  | Trisnonni                                |  |
|                                           |                 |                                         |                                        |  |  |       |  |  | William Cavendish, III duca di Devonshire |  |  | William Cavendish, II duca di Devonshire |  |
|                                           |                 |                                         |                                        |  |  |       |  |  | William Cavendish, III duca di Devonshire |  |  | William Cavendish, II duca di Devonshire |  |
|                                           |                 | Rachel Russell                          |                                        |  |  |       |  |  | William Cavendish, III duca di Devonshire |  |  |                                          |  |
| William Cavendish, IV duca di Devonshire  |                 |                                         |                                        |  |  |       |  |  | William Cavendish, III duca di Devonshire |  |  |                                          |  |
|                                           |                 | Catherine Hoskins                       | John Hoskins                           |  |  |       |  |  |                                           |  |  |                                          |  |
|                                           |                 | Catherine Hoskins                       | John Hoskins                           |  |  |       |  |  |                                           |  |  |                                          |  |
|                                           |                 | Catherine Hoskins                       | Catherine Hale                         |  |  |       |  |  |                                           |  |  |                                          |  |
| George Cavendish, I conte di Burlington   |                 | Catherine Hoskins                       |                                        |  |  |       |  |  |                                           |  |  |                                          |  |
|                                           |                 | Richard Boyle, III conte di Burlington  | Charles Boyle, II conte di Burlington  |  |  |       |  |  |                                           |  |  |                                          |  |
|                                           |                 | Richard Boyle, III conte di Burlington  | Charles Boyle, II conte di Burlington  |  |  |       |  |  |                                           |  |  |                                          |  |
|                                           |                 | Richard Boyle, III conte di Burlington  | Juliana Noel                           |  |  |       |  |  |                                           |  |  |                                          |  |
| Charlotte Elizabeth Boyle                 |                 | Richard Boyle, III conte di Burlington  |                                        |  |  |       |  |  |                                           |  |  |                                          |  |
|                                           |                 | Dorothy Savile                          | William Savile, II marchese di Halifax |  |  |       |  |  |                                           |  |  |                                          |  |
|                                           |                 | Dorothy Savile                          | William Savile, II marchese di Halifax |  |  |       |  |  |                                           |  |  |                                          |  |
|                                           |                 | Dorothy Savile                          | Mary Finch                             |  |  |       |  |  |                                           |  |  |                                          |  |
| Charles Cavendish, I barone Chesham       |                 | Dorothy Savile                          |                                        |  |  |       |  |  |                                           |  |  |                                          |  |
|                                           | Charles Compton | George Compton, IV conte di Northampton |                                        |  |  |       |  |  |                                           |  |  |                                          |  |
|                                           | Charles Compton | George Compton, IV conte di Northampton |                                        |  |  |       |  |  |                                           |  |  |                                          |  |
|                                           | Charles Compton | Jane Fox                                |                                        |  |  |       |  |  |                                           |  |  |                                          |  |
| Charles Compton, VII conte di Northampton | Charles Compton |                                         |                                        |  |  |       |  |  |                                           |  |  |                                          |  |
|                                           |                 | Mary Lucy                               | Berkeley Lucy, III baronetto           |  |  |       |  |  |                                           |  |  |                                          |  |
|                                           |                 | Mary Lucy                               | Berkeley Lucy, III baronetto           |  |  |       |  |  |                                           |  |  |                                          |  |
|                                           |                 | Mary Lucy                               | Catharine Cotton                       |  |  |       |  |  |                                           |  |  |                                          |  |
| Elizabeth Compton                         |                 | Mary Lucy                               |                                        |  |  |       |  |  |                                           |  |  |                                          |  |
|                                           |                 | Charles Somerset, IV duca di Beaufort   | Henry Somerset, II duca di Beaufort    |  |  |       |  |  |                                           |  |  |                                          |  |
|                                           |                 | Charles Somerset, IV duca di Beaufort   | Henry Somerset, II duca di Beaufort    |  |  |       |  |  |                                           |  |  |                                          |  |
|                                           |                 | Charles Somerset, IV duca di Beaufort   | Rachel Noel                            |  |  |       |  |  |                                           |  |  |                                          |  |
| Anne Somerset                             |                 | Charles Somerset, IV duca di Beaufort   |                                        |  |  |       |  |  |                                           |  |  |                                          |  |
|                                           |                 | Elizabeth Berkeley                      | John Berkeley                          |  |  |       |  |  |                                           |  |  |                                          |  |
|                                           |                 | Elizabeth Berkeley                      | John Berkeley                          |  |  |       |  |  |                                           |  |  |                                          |  |
|                                           |                 | Elizabeth Berkeley                      | Elizabeth Norborne                     |  |  |       |  |  |                                           |  |  |                                          |  |
|                                           |                 | Elizabeth Berkeley                      |                                        |  |  |       |  |  |                                           |  |  |                                          |  |